# Hoodia
Hoodia (укр. Гудія) — рід трав'янистих рослин підродини ластівневих (Asclepiadoideae) родини барвінкових.

## Назва

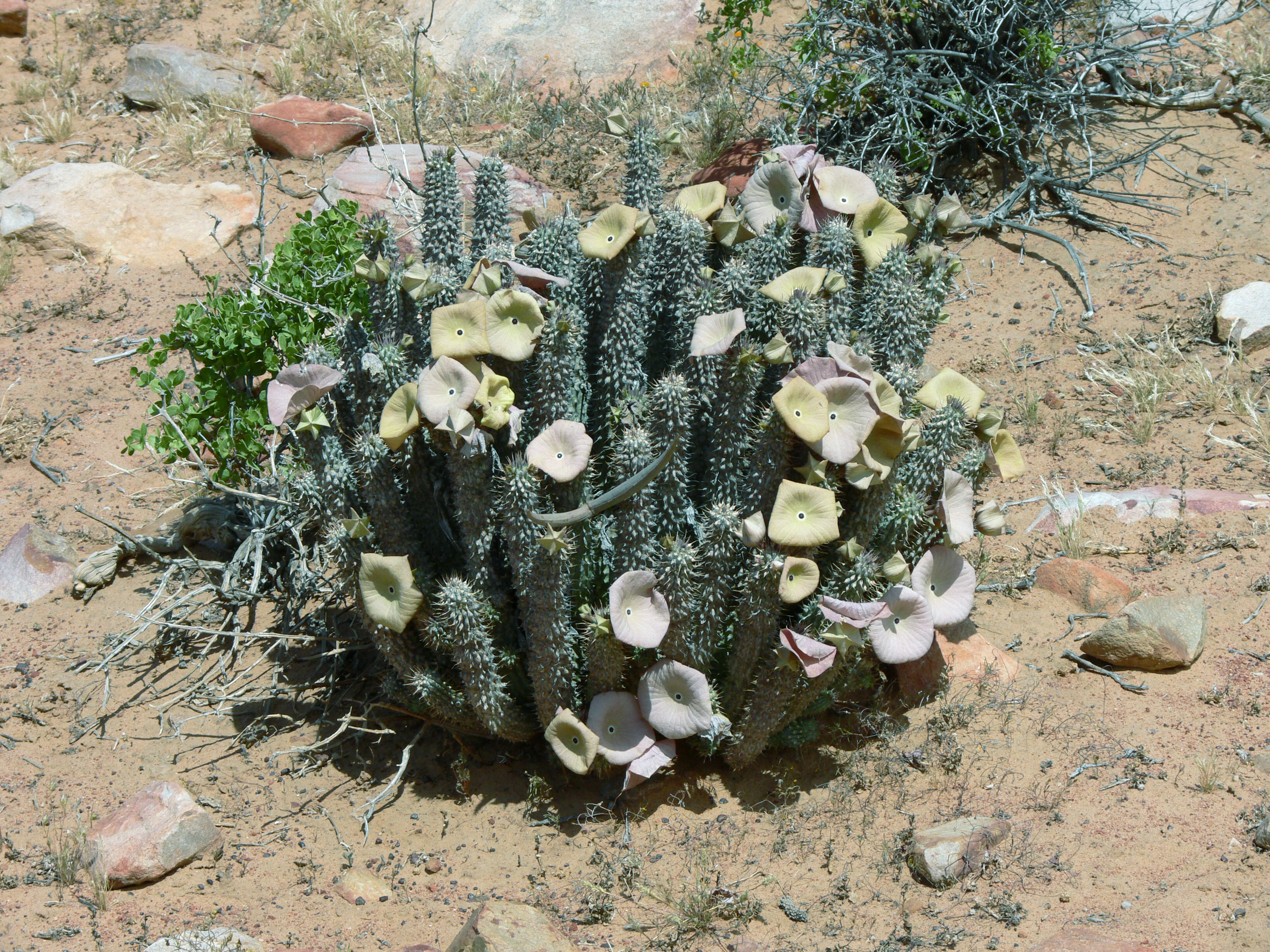
Hoodia gordonii у природних умовах в Південній Африці

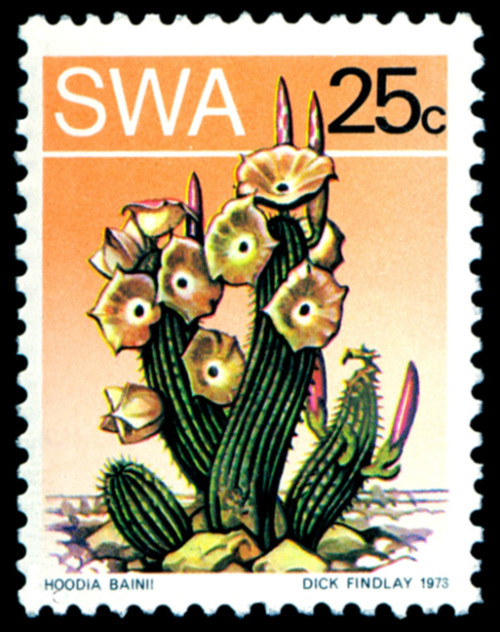
Hoodia bainii на поштовій марці Південно-Західної Африки

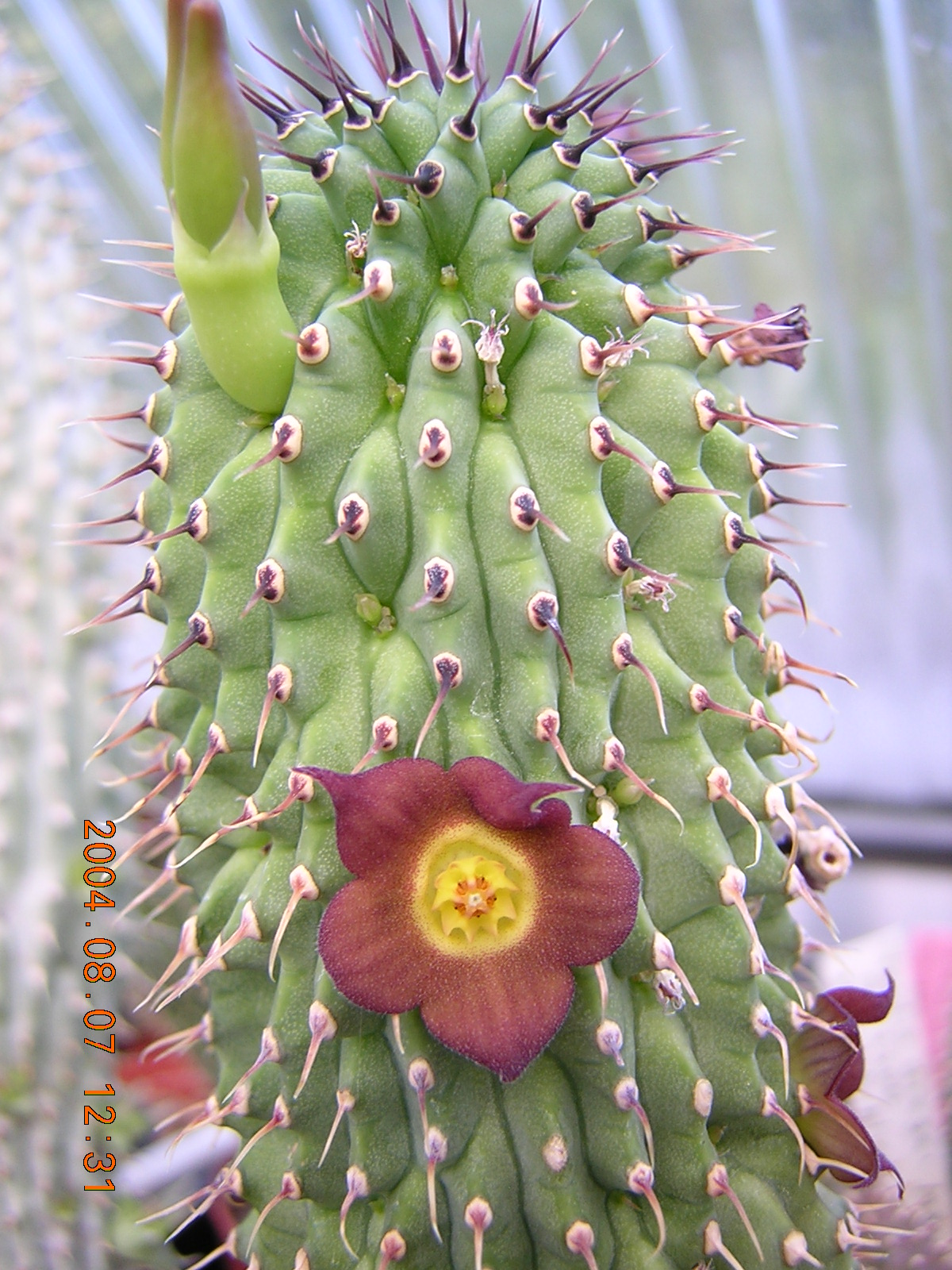
Hoodia officinalis

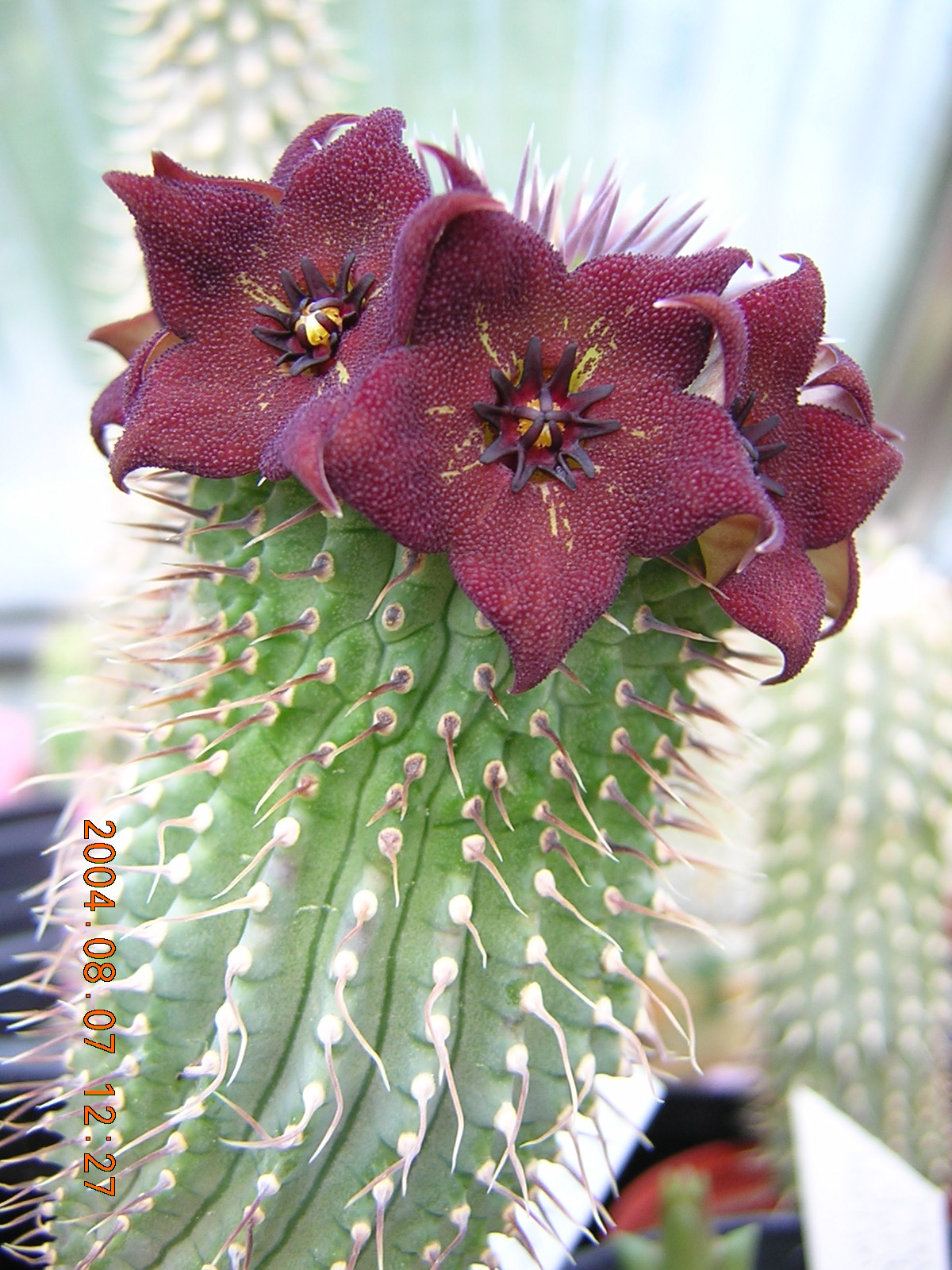
Hoodia ruschii

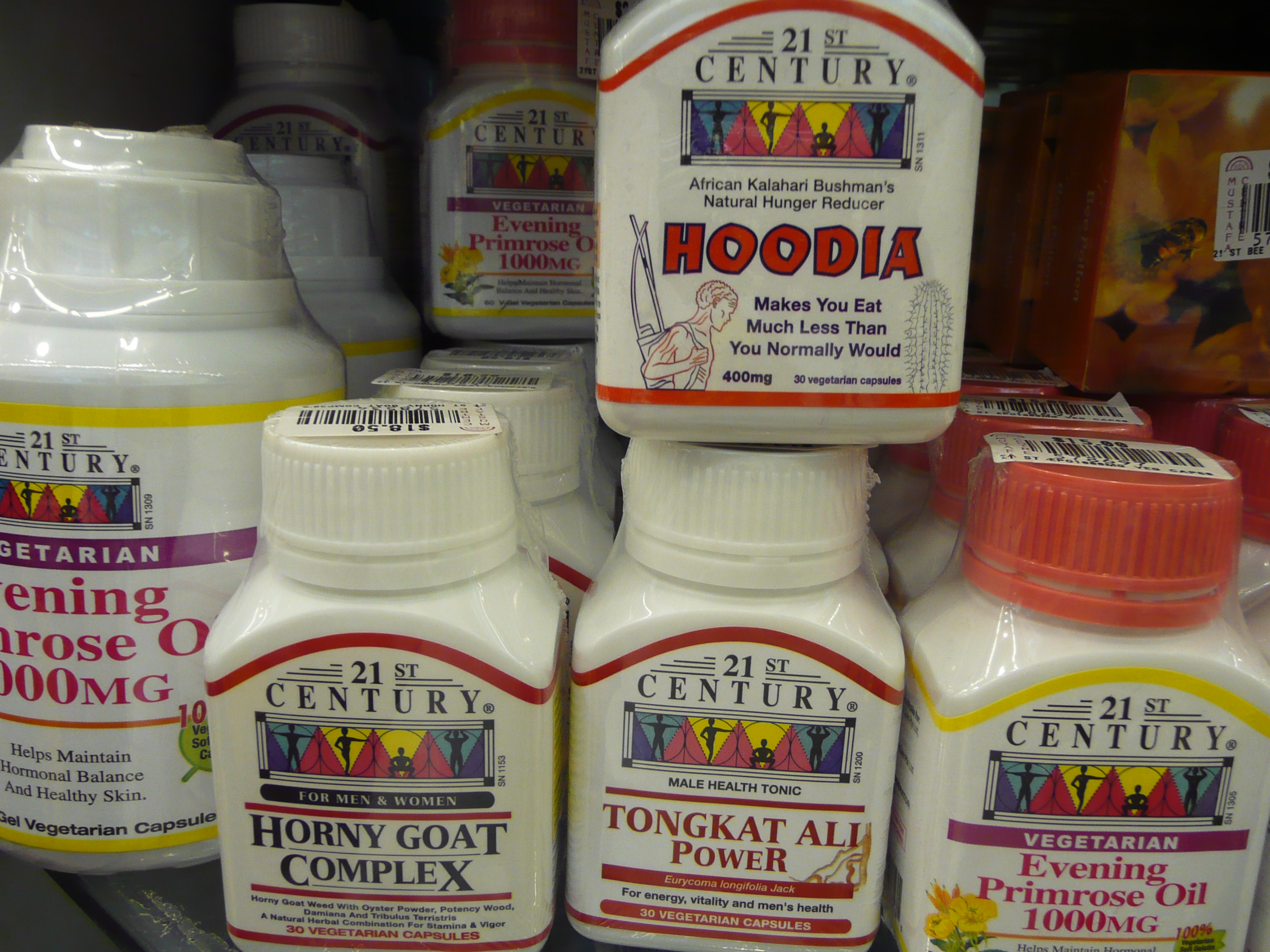
Препарати з гудії

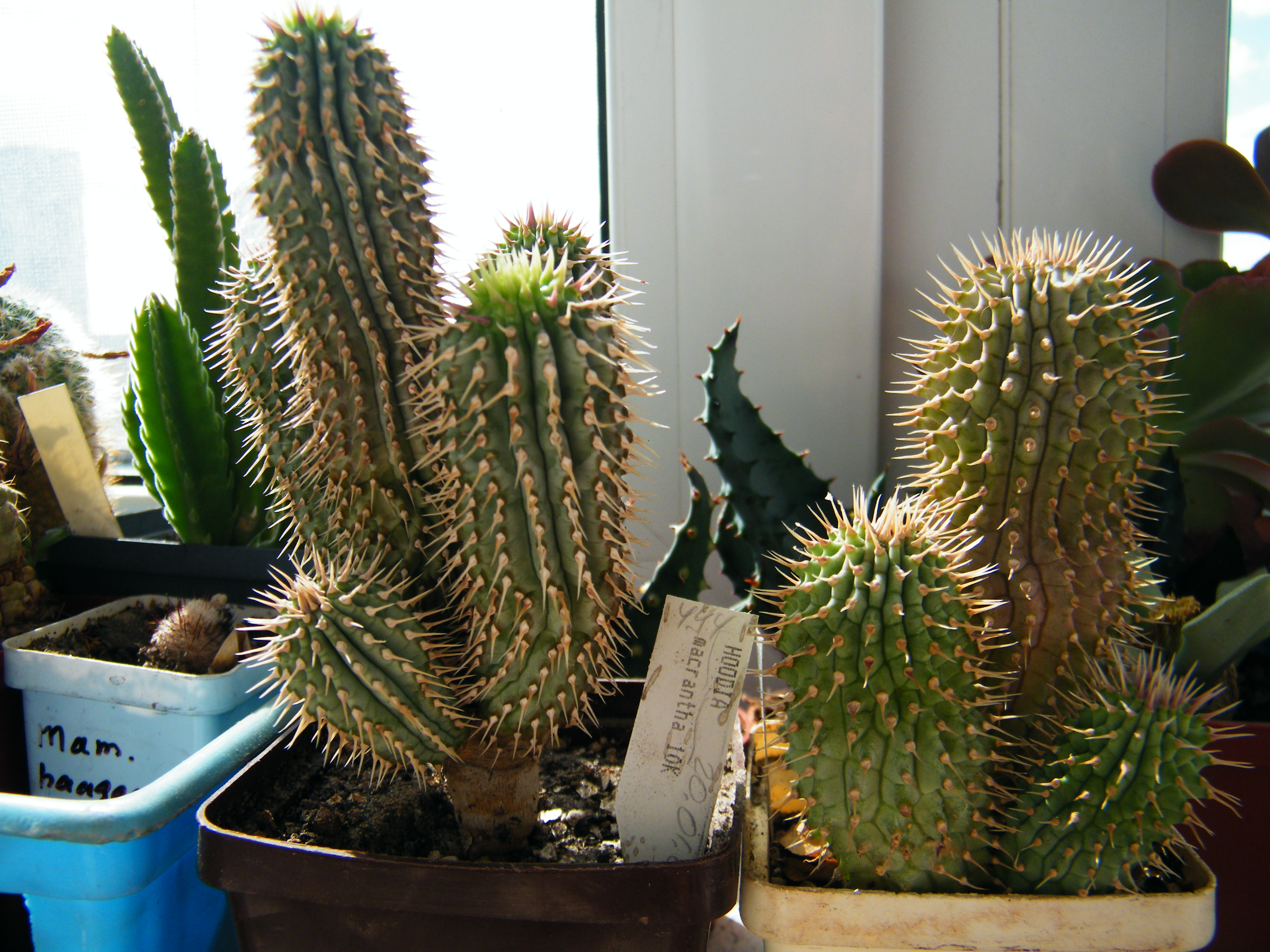
Hoodia macrantha

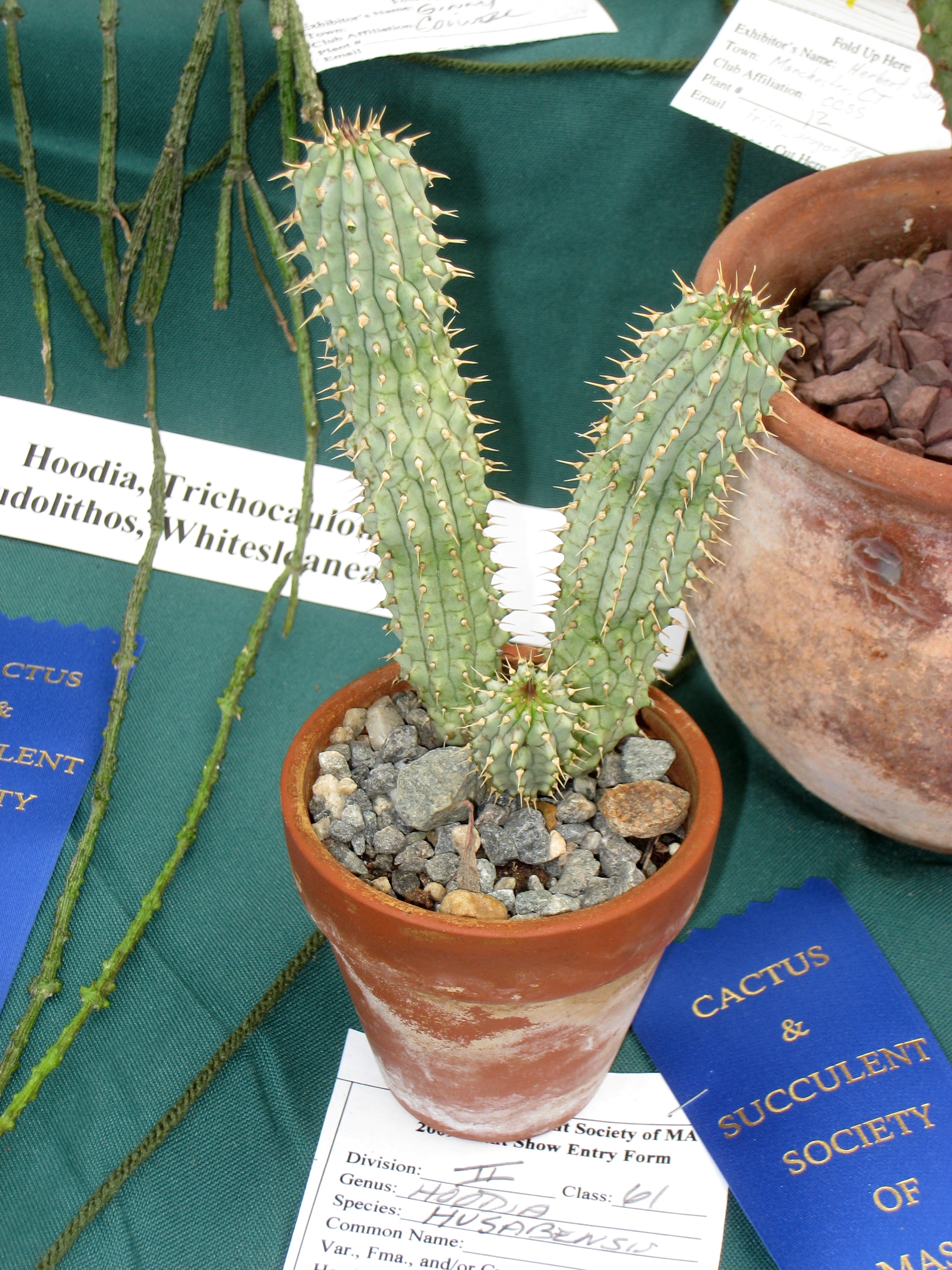
Hoodia husabensis

Рід названий на честь квітникаря Ван Гуда, що жив у 19 столітті і займався сукулентними рослинами.

## Загальна біоморфологічна характеристика
Багаторічні стеблові сукуленти, чагарники від 15-30 см до 1 м заввишки, що рясно гілкуються. Кущі деяких екземплярів Hoodia gordonii мають до 50 окремих стебел і важать до 30 кг. Зовнішньо гудії дуже схожі з кактусами. Стебла прямостоячі, багатореберні, до 6 см в діаметрі, з численними сосочками або горбиками (листовими подушками, або підаріями), які закінчуються колючками до 1 см завдовжки, що з часом дерев'яніють. Квітки зазвичай крупні — до 10 см в діаметрі (тільки у Hoodia ruschii — до 2 см в діаметрі), тарілкоподібні або широкодзвоникоподібні. Чашечка 5-члена, малопомітна. Пелюстки цілком зрощені один з одним. Забарвлення квіток варіює від блідого солом'яного до темного винного кольору. В центрі квітки є зовнішня і внутрішня корони. Квітки з'являються у верхній частині стебла по 2-6 штук, рідше одиночні. Без квіток рослини різних видів важко відрізнити одне від одного. Запилюються мухами, для приваблення яких квітки виділяють запах гнилого м'яса. Насіння червоно-коричневі, плоскі, з чубчиком довгих шовковистих волосків на базальній частині — у природі переносяться на віддалені відстані від материнської рослини за допомогою вітру. Ендосперм добре розвинений, маслянистий, ембріон прямий.
В природних умовах гудії живуть не більше 15 років, але при вмілому догляді в культурі їх вік може досягати 25 років.

## Поширення
Поширені в найсухіших напівпустельних районах Капської провінції ПАР, Намібії, Ботсвани та Анголи на висоті 500—900 м над рівнем моря.

## Гібриди
Гудії утворюють природні гібриди з представниками близьких родів ластівневих: xHoodiastemon, xHoodiopsis, xHoodialluma, xHoodiacauloni, xHoodiapelia, або Luckhoffia.

## Охорона
Три види гудії занесені до Червоного Списку Міжнародного Союзу Охорони Природи — Hoodia juttae, Hoodia ruschii, Hoodia triebneri. Статус всіх трьох видів — «Найменший ризик».
Всі види входять до списку II Конвенції про міжнародну торгівлю видами дикої фауни і флори, що перебувають під загрозою зникнення (CITES).

## Культивування
Гудії рідкісні в культурі, частіше за все в колекціях зустрічаються Hoodia bainii (Гудія Байна) і Hoodia gordonii (Гудія Гордона).
Потребують світлого місця розташування, захищеного від прямих сонячних променів. Максимально низька вологість повітря; постійний приплив свіжого повітря. Взимку утримують при температурі +12 — +15 °C.
Ґрунт: глинисто-дерновий, з додаванням невеликої кількості піску та вапна.
Полив: з квітня до вересня кожні 10-15 днів; в інший час 1 раз на місяць.

### Розмноження
Розмноження: насінням; щепленням на стапеліях або цибулинах церопегій. Живці вкорінюються дуже важко, а найчастіше взагалі не вкорінюються. Схожість насіння після декількох місяців зберігання починає поступово знижуватися. Старе насіння слід замочити на 24 години в кип'яченій воді, охолодженій до 35 °C. Ємність з насінням ставлять у тепле місце (але не на батарею опалення). Бажано хоча б один раз поміняти воду. Субстрат для посіву повинен бути рихлим і вологопроникним. Найкраще використовувати суміш з 2 частин річкового піску, 1 частини суглинку і 1 частини добре просіяного компосту. Субстрат перед посівом добре зволожують, але не перетворюють на болото. Гудії можна сіяти увесь рік, але найкраще, навесні. Насіння розкладають по поверхні посівної суміші, трохи вдавлюють у ґрунт і присипають зверху тонким (не більше 2 мм) шаром просмаженого грубозернистого піску. Сіють рідко, щоб ні насіння, ні майбутні паростки не стикалися один з одним. Плошку з посівами накривають склом або целофаном і ставлять у тепле (не нижче 26 º С) місце без прямих сонячних променів.

## Застосування
З давніх часів бушмени племені кунг використовували соковиті гіркуваті стебла Hoodia gordonii щоб заглушити голод і спрагу під час далеких переходів пустелею. При цьому апетит їх зменшувався, а енергія збільшувалася. У 1997 році Південно-Африканська Рада наукових і технологічних досліджень запатентувала виділену з серцевини Hoodia gordonii речовину P57 як дуже ефективний засіб для зниження ваги. Відтоді збір всіх видів гудій і їх насіння в природі вимагає спеціального дозволу. А в багатьох країнах світу (в Африці, на півдні США, в Мексиці, Чилі, Перу, в західному Китаї, на Канарських островах) з'явилися ферми, де вирощують Hoodia gordonii. У Намібії сік гудій використовують також для лікування очних хвороб і розладів шлунка.

## Види
У роді налічувалося 10-13 видів, але в останні роки до гудій були віднесені колючковостеблеві тріхокаулони (Trihokaulon) і кількість видів зросла до 18. Види, що раніше входили в Trichocaulon мають менші 5-лопатеві квіти.